# Gran Ejército de la República
El Gran Ejército de la República (GAR) era una fraternidad de veteranos del Ejército de la Unión, la Armada de la Unión, el Cuerpo de Marines de los Estados Unidos y la Guardia Costera de Estados Unidos, que sirvieron en la Guerra de Secesión.

## Historia
El GAR fue fundado el 6 de abril de 1866 en Decatur (Illinois), por Benjamin F. Stephenson. Después de que el último miembro sobreviviente, Albert Woolson, muriera en 1956, a la edad de 106 años, la unidad se disolvió.
Uniendo a los hombres a través de su experiencia en la guerra, el GAR se convirtió en uno de los primeros grupos de defensa organizados en la política estadounidense, apoyando el derecho al voto para los ciudadanos negros. Sobre la base de la experiencia de los soldados, el Gran Ejército de la República se convirtió en el primer grupo de interés en exigir el derecho al sufragio para los veteranos de guerra afroestadounidenses y persuadir al Congreso de los Estados Unidos para que estableciera pensiones para los veteranos, así mismo, apoyaron a los candidatos del Partido Republicano de los Estados Unidos.
En 1868, el general John A. Logan emitió una proclama en la que pedía que se celebrara el "Día de la Decoración" el día 30 de mayo de 1868, anualmente y en todo el país, Logan era el comandante en jefe del Gran Ejército de la República. El "Día de la Decoración" pasó a llamarse Día de los Caídos y fue reconocido como día festivo oficial en 1971. Los miembros del GAR llevaban un escudo parecido a la Medalla de Honor. La hermandad alcanzó su mayor número de miembros en 1890, con más de 490.000 miembros.
Aunque existieron varias organizaciones y hermandades de veteranos después de la Guerra Civil, el Gran Ejército de la República fue fundado el 6 de abril de 1866 bajo el mando del Dr. Benjamín F. Stephenson. Actuó como el brazo político de facto del Partido Republicano, la hermandad creció en las luchas por el poder político en la era de la Reconstrucción. A medida que se desvanecía el interés republicano en la reforma del Sur de Estados Unidos, el GAR también se tambaleó a principios de la década de 1870 y se abandonaron muchas sedes locales. 
En la década de 1880, la organización de veteranos de la Unión revivió bajo un nuevo liderazgo que proporcionó una plataforma para un crecimiento renovado, al defender las pensiones federales para los veteranos. A medida que la organización revivió, los veteranos negros se unieron en cantidades significativas y organizaron secciones locales. Sin embargo, la organización nacional no logró presionar para conseguir pensiones similares para los soldados negros. La mayoría de las tropas afroestadounidenses nunca recibieron ninguna pensión o remuneración por las heridas sufridas durante su servicio en la Guerra Civil. En la década de 1880, comenzó un renacimiento de la hermandad bajo un nuevo liderazgo, lo que condujo a un rápido crecimiento. Las pensiones para los veteranos de la Guerra Civil, también se aplicaron durante este período. Muchos veteranos afroamericanos a quienes se les había otorgado previamente el derecho al voto, también se unieron a la hermandad, a medida que avanzaba la Reconstrucción. Sin embargo, no lograron hacer cumplir estas pensiones para los veteranos de guerra de color. 
A medida que crecía la membresía, también lo hacía la influencia política, desde Ulysses S. Grant hasta William McKinley, la fraternidad ha ayudado a los presidentes de Estados Unidos a asumir sus cargos, cinco veteranos de la Guerra de Secesión y miembros del Gran Ejército de la República fueron elegidos presidentes, todos ellos eran republicanos. Durante ese período, era imposible convertirse en el candidato republicano a la presidencia o al Congreso sin contar con el apoyo del GAR. Entre 1866 y 1949, los miembros celebraban una reunión anual, la última reunión fue celebrada en 1949. Después de la muerte del último miembro veterano de la Guerra Civil en 1956 se disolvió la organización.